# イオン東札幌店

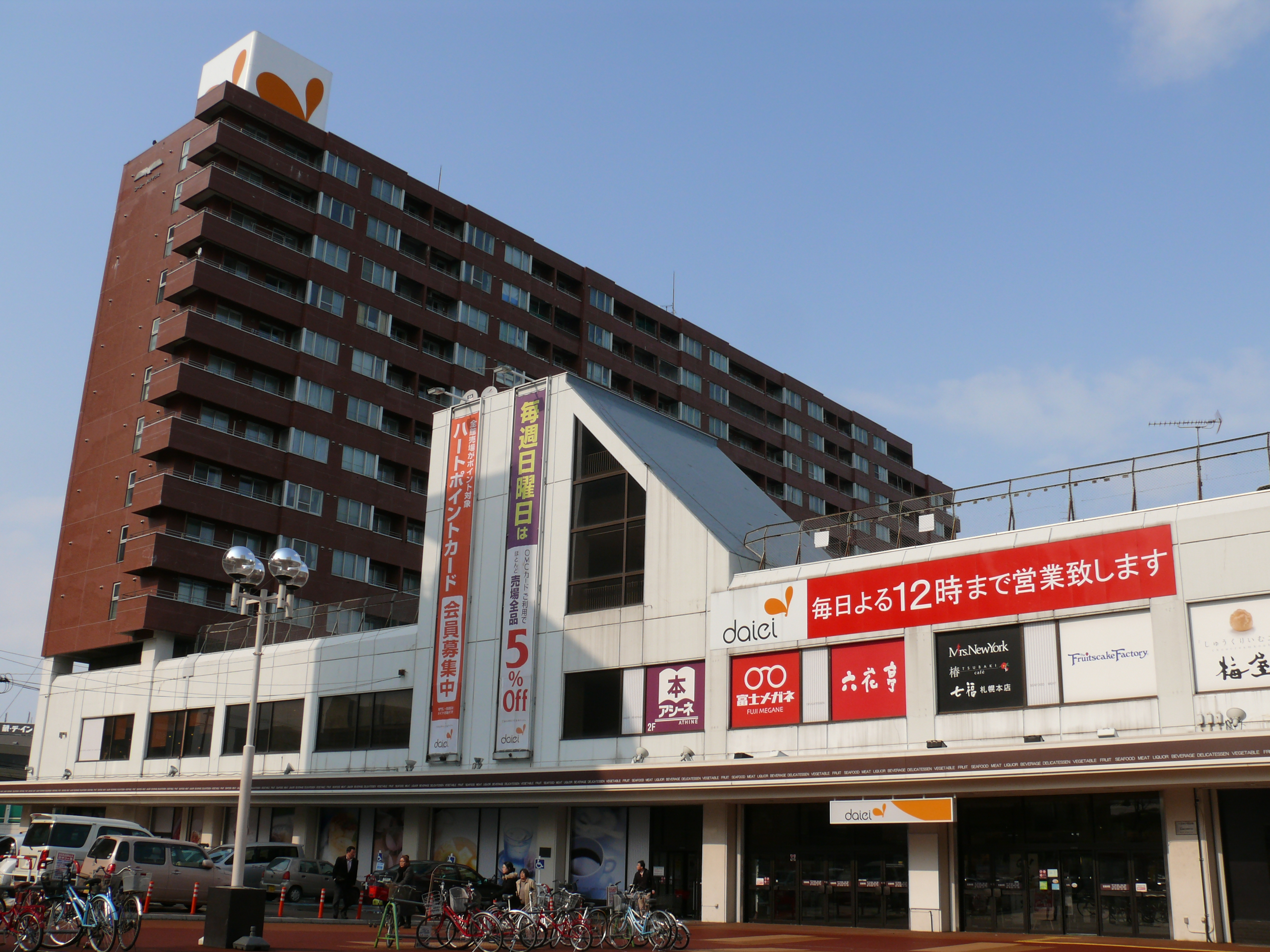
旧ダイエー東札幌店（2012年4月）

イオン東札幌店（イオンひがしさっぽろてん）は北海道札幌市白石区東札幌に所在するイオン北海道運営の総合スーパー（GMS）である。ダイエー時代の店番号は0418。

## 概要
「ダイエー東札幌店」として開業した。北海道道3号札幌夕張線の沿線に立地している。
この地域を走る札幌市営地下鉄東西線の琴似駅前にダイエー（琴似店）を開業し、成功したのを受け、同社が東札幌駅前に出店した店舗である。かつてダイエー国内支店でトップクラスの売り上げ成績を記録した事もあり、同社内でも優良店として注目を浴びていた。2009年には大幅改装を行った。
3階塔屋および屋上駐車場にて、隣接の11階建てマンション「コーユーハイデンス」と接続している。以前は、建物東側の駐車場を挟んで向かい側の場所にも駐車場が設けられていてYOSAKOIソーラン祭り東札幌会場としても使用されていた。
2015年9月1日に営業権がイオン北海道に承継され、名称を「イオン東札幌店」に名称変更した。

## フロア構成
1、2階が店舗となっており、1階が「食料品・暮らしの品・HBC＆コスメ・スイーツのフロア」、2階が「衣料品・暮らしの品・本・アミューズ・レストランのフロア」を標榜している。

## テナント
出店全店舗一覧は公式サイト「フロアガイド」を参照。

### かつてのテナント
- ドムドムハンバーガー（ハンバーガー・改装前のテナントでロッテリアと同じ時期には出店していない）
- ディッパーダン
- みよしの（飲食店）
- ポプラ館（玩具・直営売場でも玩具を取り扱っていた）
- グリーンデリ（輸入食料品店）
- エトピリカ（雑貨・ポプラ館閉店後に出店）
- ブックスひさし（書籍）

## 交通
- 札幌市営地下鉄東西線 東札幌駅から徒歩1分[3]。